# Sant'Agata Bolognese
Sant'Agata Bolognese es un municipio que se encuentra en la provincia de Bolonia (Emilia-Romaña, Italia).

## Economía
La larga fase de la recuperación de los humedales y la restauración de la agricultura se ha logrado principalmente mediante la participación agraria de Sant'Agata Bolognese, donde los habitantes de la comuna participaron con cargos y beneficios, sin dejar de mantener la propiedad colectiva.
Desde lo industrial es internacionalmente conocida por acoger la sede de Lamborghini, que surgió como una empresa de producción de maquinaria agrícola, y más tarde se convirtió en una empresa de automóviles de lujo.

## Personajes célebres
- Nilla Pizzi, cantante.
- Cinzia Bomoll, escritora.
- Luciano Bovina, fotoreportero y documentarista.
- Gilberto Canu, arquitecto y escritor.
- Ferruccio Lamborghini, fundador de Lamborghini.

## Demografía
| Gráfica de evolución demográfica de Sant'Agata Bolognese entre 1861 y 2018 |
|                                                                            |
| Fuente ISTAT                                                               |